# Lo Kuan-csung
Luo Guanzhong (hagyományos kínai: 羅貫中; egyszerűsített kínai: 罗贯中; pinyin: Luó Guànzhōng; magyar népszerű: Lo Kuan-csung; 1330?-1400?), eredetileg Lo Pen (Luo Ben) 罗本 néven született kínai író, akinek a négy legjelentősebb klasszikus kínai regény közül kettőt is neki tulajdonítanak.

## Élete
Életéről csupán egyik barátja, Csia Csung-ming (Jia Zhongming) 贾仲明 feljegyzéseiből tudunk, aki 1364-ben találkozott vele, és szerinte Hangcsou (Hangzhou) és Csiangnan (Jiangnan) városokban élt és működött.

## Fő művei
Vándor színműíró, regényíró és könyvkiadó lehetett. Három színdarabja mellett (amelyekből csupán egy maradt fenn) irodalomtörténeti jelentőségét az öt neki tulajdonított regény közül kettőnek köszönheti: Vízparti történet és A három királyság regényes története. Utóbbiak a régi kínai regényirodalom klasszikusai, Kínában mind a mai napig töretlen népszerűségnek örvendenek. Lu Kuan-csung (Luo Guanzhong) szerepe a művek keletkezésében tisztázatlan, az bizonyos, hogy legfeljebb már létező változatokat dolgozott át. Később az ő munkái is több változtatáson estek át, jórészt ismeretlen szerzőktől. Az irodalomtörténeti hagyomány úgy tartja, hogy a Vízparti történet szerzőségében részes Lu Kuan-csung (Luo Guanzhong) állítólagos kortársa volt Si Naj-an (Shi Naian) is. Léteznek olyan tudományos vélemények is, melyek szerint Lu Kuan-csung (Luo Guanzhong) az említett két regénynek csupán kiadója volt, de a megírásukban nem működött közre. Tény, hogy a Vízparti történet és A három királyság regényes története témája már Lu Kuan-csung (Luo Guanzhong) előtt ismert volt, s más regényekhez, színdarabokhoz hasonlóan ezek is hosszú fejlődésen mentek át. Az mindenesetre bizonyos, hogy a neki tulajdonított változatok a klasszikus kínai regény első fejlődési szakaszának kiemelkedő teljesítményei: hosszadalmas, sok esetben csak a történeti témák láncán összefüggő kalandfüzérek, amelyek a konfucianizmus hagyományos bölcselő-moralista államférfi ideáljával a rettenthetetlen, önzetlen, a baráti hűséget mindenek fölé helyező katonákat és kalandorokat szegezi szembe.

## Kisebb fennmaradt munkái
Színmű:
- Szung Taj-cu lung-hu feng-jün huj (Song Taizu longhu fengyun hui) 宋太祖龙虎风云会 („A Szung-dinasztia első császárának harcai”)

Regények:
- Szuj Tang cse csuan (Sui Tang zhi zhuan) 隋唐志传 („A Szuj- és Tang-kor története”)
- Cang Tang Vu taj si jen ji csuan (Can Tang Wu dai shi yan yi zhuan) 殘唐五代史演義傳 („Elbeszélés a Tang-kor végéről és az Öt Dinasztia történetéről”)
- Ping jao csuan (Ping yao zhuan) 平妖傳 („A gonosz varázslók legyőzésének története”).